# Rebbecin

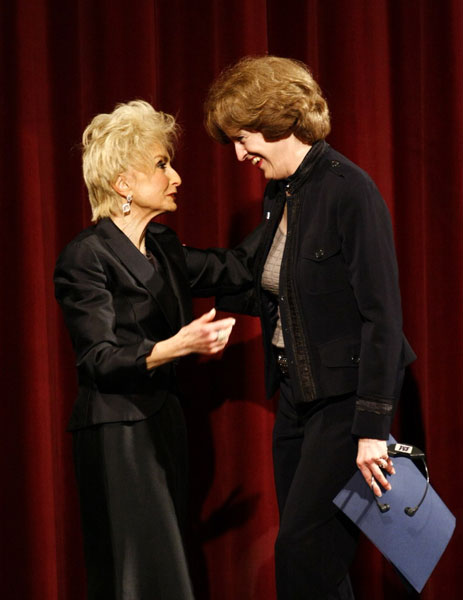
Rebecin Esther Jungreisová (vlevo) s April Foley, americkou velvyslankyní v Maďarsku

Rebecin, či rebbecin (v jidiš רביצין) nebo ra(b)banit (hebrejsky רַבָּנִית, ve francouzštině existuje výraz rabbine) je titul, respektive oslovení manželky rabína, řekli bychom tedy “paní rabínová”. Tohoto označení se užívá zejména v ortodoxních, charedských a chasidských židovských komunitách. Používá se také jako označení studentky či učitelky tóry.

## Etymologie
Tento výraz původem z jidiš má trojjazyčnou etymologii: hebrejský základ rebe "učitel", slovanskou ženskou koncovku -ica a ženskou koncovku -in z jidiš.